# Blavet argiu
El blavet argiu (Plebejus argus), o simplement blavet, és una espècie de lepidòpter papilionoïdeu de la família dels licènids (Lycaenidae) present als Països Catalans.

## Característiques
Envergadura 12-15 mm. Els mascles tenen l'anvers de les ales de color blau metàl·lic amb la vora negra i punts marginals més o menys visibles a les ales posteriors, i el revers amb moltes taques negres envoltades de blanc i marques ataronjades; presenten esperons a les potes anteriors. Les femelles tenen l'anvers de les ales de color marró; el revers és molt semblant al del mascle.

## Història natural
P. argus pon ous prop de nius de Lasius niger, la formiga amb la qual formen una relació mutualista. Aquesta relació mutualista beneficia la papallona adulta reduint la necessitat d'inversió parental. Una vegada que els ous es desclouen, les formigues protegeixen les erugues, evitant els atacs d'organismes depredadors com vespes i aranyes, així com paràsits. A canvi, les formigues reben una secreció ensucrada reforçada amb aminoàcids d'una glàndula situada al dors de les larves. A mesura que els primers instars larvals es preparen per a pupar, les formigues porten les larves als seus nius. Una vegada que les larves es converteixen en pupes, les formigues continuen proporcionant-lis protecció contra la depredació i el parasitisme. Finalment la papallona surt del a la primavera.

## Distribució
La seva àrea de distribució s'estén al llarg d'Europa i Àsia, arribant fins i tot al Japó.

Mascle
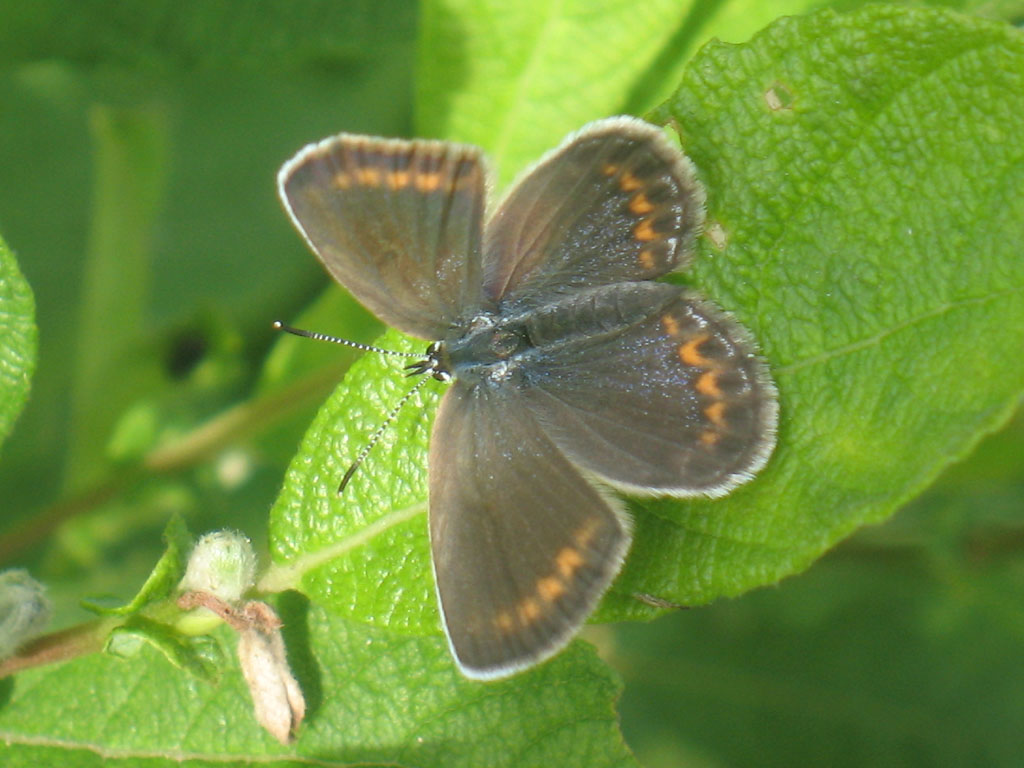
Femella
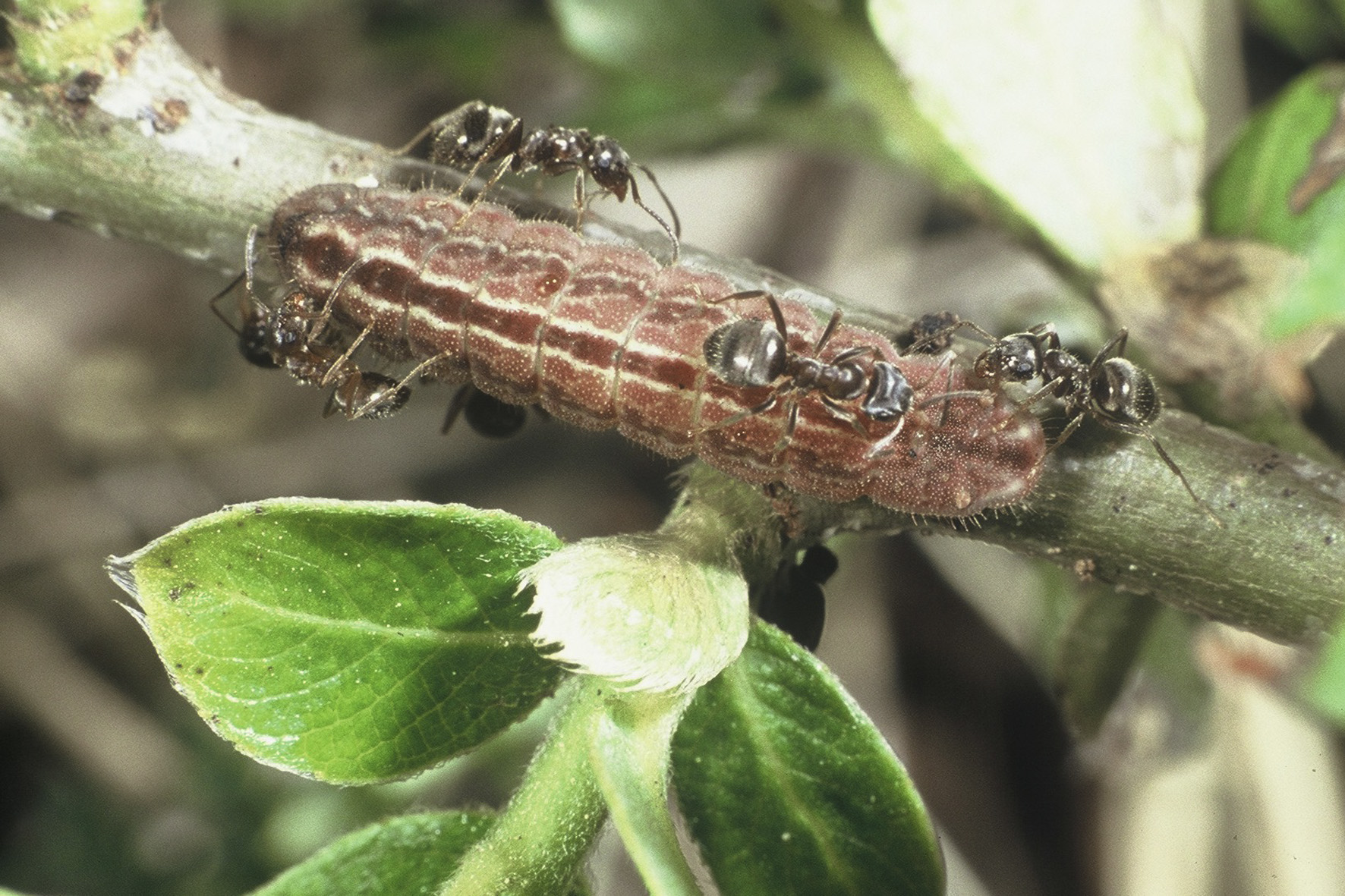
Eruga protegida per formigues